# Otylia Jedrzejczak
Otylia Jedrzejczak (Polonia, 13 de diciembre de 1983) es una nadadora polaca especializada en pruebas de media distancia estilo libre y estilo mariposa, donde consiguió ser campeona olímpica en 2004 en los 200 metros mariposa.

## Carrera deportiva
En los Juegos Olímpicos de Atenas 2004 ganó la medalla de plata en los 400 metros estilo libre, con un tiempo de 4:05.84 segundos, tras la francesa Laure Manaudou y por delante de la estadounidense Kaitlin Sandeno. También ganó la plata en los 100 metros mariposa, con un tiempo de 57.84 segundos, tras la australiana Petria Thomas y por delante de la neerlandesa Inge de Bruijn, y el oro en los 200 metros mariposa, con un tiempo de 2:06.05 segundos.